# GSC4199-39
GSC4199-39 — хімічно пекулярна зоря спектрального класу A1, що має видиму зоряну величину в смузі V приблизно 10,1.
Вона  розташована на відстані близько 1449,6 світлових років від Сонця.